# リー・グレゴリー
リー・アンドリュー・グレゴリー（Lee Andrew Gregory、1988年8月26日 - ）はイングランドのプロサッカー選手。ポジションはフォワード。

## 経歴
シェフィールドで生まれる。グレゴリーは当時地元のシェフィールド・ユナイテッドのアカデミーに所属していたが、スティーブリー・マイナーズ・ウェルフェアのシニアチームの誘いを受け入団。そして1シーズンで37ゴールをマークする。2009年9月、マンスフィールド・タウンFCへ移籍し 、グラップウェルFC（そこで迎えたウィレンハル・タウンFC戦で、彼は1試合に6ゴールを決める活躍を見せ、7-1で勝利し
ウィレンハル・タウンにとっては散々な結果であった）、ハローゲート・タウンFCへそれぞれローンへ出る。
2010年の春、後にノーザンプレミアリーグ・ディヴィジョン1・ノースのタイトルを獲得するFCハリファクス・タウンへローン移籍し残りのシーズンをバックアッパーとして過ごす。2011年、彼はハリファクス・タウンへ完全移籍し、クラブ内得点者ランキングでジェイミー・ヴァーディ、ダニー・ホーランドに次ぐ3位となり、ハリファクスは、2シーズン連続のタイトルと昇格が可能だと主張した。
グレゴリーは2011-12シーズンをカンファレンス・ノースで、リーグ戦18ゴールをマークしクラブ内得点者ランキングでトップとして終え、2012-13シーズンはリーグ戦20ゴールをマークし、"shaymen"（クラブの愛称）を昇格へと導いた。2013年6月30日、グレゴリーはクラブと新たに2年契約を結ぶ。2013-14シーズンはリーグ戦で29ゴール（この数字はリーグ内得点者ランキング2位）をマークし注目を集めた。2014年6月16日、グレゴリーがミルウォールFCと3年契約を結んだことを発表した。
2019年6月25日、ストーク・シティFCに完全移籍。2021年2月1日、ダービー・カウンティFCにシーズン終了までローン移籍。
2021年8月5日、シェフィールド・ウェンズデイFCに移籍。